# Schwedeneck
Schwedeneck település Németországban, Schleswig-Holstein tartományban. Lakosainak száma 2991 fő (2023. december 31.).

## Népesség
A település népességének változása:
| Lakosok száma | 2210 | 2833 | 2815 | 2868 | 2961 | 2991 |
|               | 1975 | 2017 | 2019 | 2021 | 2022 | 2023 |